# 李根安
李根安（1938年—），韩国的军人和警察。在1970年代和1980年對毒販、有组织犯罪者、北韓間諜、國內社会主义者以及民運人士施以刑求。別名「朴中校」（박중령）、「火熊」（불곰）。韩国的右翼活动家稱其為「爱国者」（애국자）。
李根安當年向社運人士施以酷刑的故事，於2012年被改編為電影南營洞1985。

## 生平
李根安曾任於大韩民国空軍宪兵單位服役，1970年投身韓國警界，專門懲治毒販、黑幫、間諜以及民運人士。他在1979年將唆使工廠工人參與工運的北韓間諜治罪。
1988年民主化實現以後，李根安退職，並過著亡命天涯的生活直到1999年10月28日他赴水原地方檢察廳為自己的虐囚罪自首。他在同年11月被拘押，翌年9月獲判7年有期徒刑。他曾為當日虐囚行為發表文章，問候被他所虐的人士。
李根安在獄內得到了他作為欺壓民運人士的非民主政權警官應得之報應：李根安的親生子去世，他在獄內沒法為親生子送喪。妻子在獄外要以撿垃圾度日，自己亦身患糖尿病等頑疾。
2006年11月7日他離開被囚七年的驪州監獄，出獄時表示為自己對社會做成的傷害感到悔疚。出獄後他重過新生，成為一名牧師。

## 受赏经历
- 1979年青龍獎
- 1981年韩国内政部部长獎
- 1982年总司令奖（国家安全部）
- 1986年10月玉条（Aquamarine Stripes）勤政勋章
- 密探逮捕有功的賞四會奖授